# روش تاریخی-انتقادی

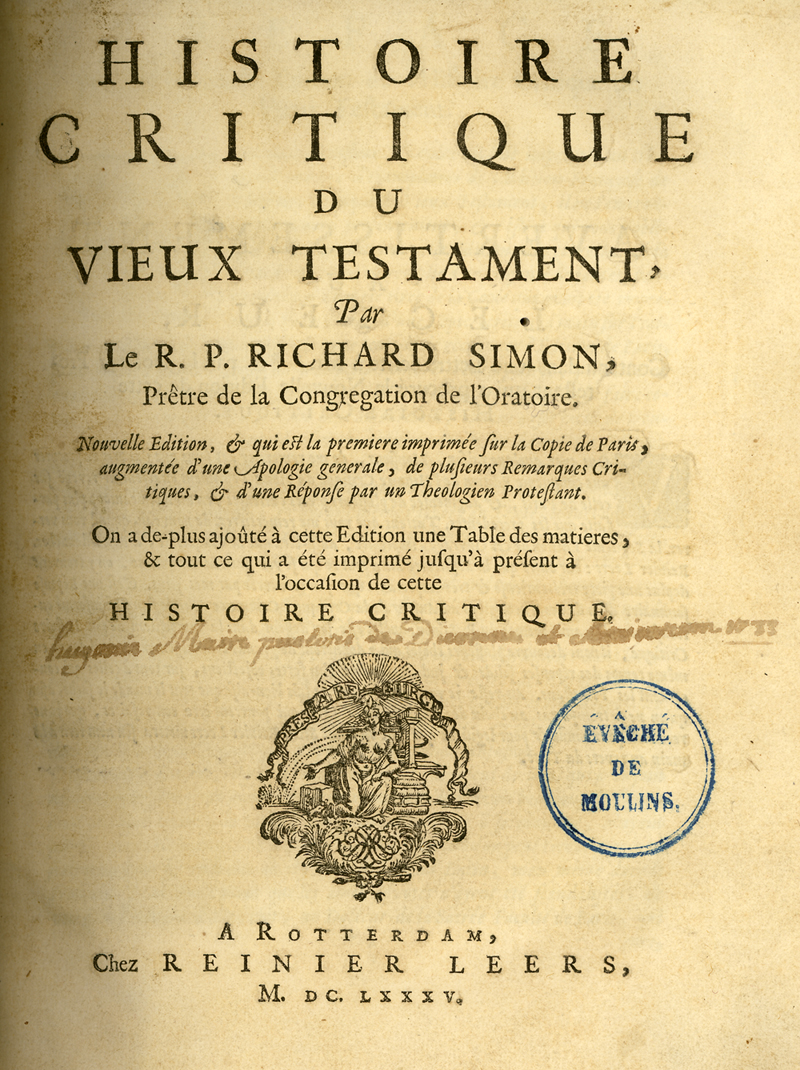
کتاب روش تاریخی-انتقادی

روش تاریخی-انتقادی (فرانسوی: La méthode historico-critique‎) یا نقّادی تاریخی (انگلیسی: Historical criticism) شاخه‌ای از نقد و تفسیر است که بر اساس آن، ریشه‌های متون باستانی تحقیق می‌شود تا «جهانی که در پشت آن قرار دارد» درک شود. این روش زمینهٔ تاریخی و روند شکل‌گیری آثار را بررسی می‌کند. برای این امر، از دانش‌هایی همچون تاریخ، زبان‌شناسی، لغت‌شناسی، نسخه‌شناسی، جامعه‌شناسی و باستان‌شناسی استفاده می‌شود. روش تاریخی-انتقادی در ابتدا برای متون مسیحی و یهودیِ عهد باستان به کار گرفته شد، اما گاه به متون مذهبی و غیرمذهبی دیگر نقاط جهان نیز اعمال شده‌است. در مورد متون مذهبی، این روش تلاش می‌کند تا با مطالعهٔ منابع مختلف و داده‌های تاریخی، شیوهٔ شکل‌گیری متن را فراتر از تفسیرها و روایت‌های جزمی‌شده و متأخر بررسی کند.

## در یهودیت
بر اساس سنتِ رَبَّنیِ یهودی، تورات توسط خداوند در کوه سینا بر موسی نازل شده‌است. از قرن هفدهم به بعد، چندین نویسنده این فرضیه را بررسی کردند که تورات، علی‌رغم آنچه سنتِ یهودی ادعا می‌کند، نه اثر موسی به‌تنهایی، بلکه اثر نویسندگان متعددی است. در میان آن‌ها، اسپینوزا با انکار ویژگی الهی تورات، معتقد بود که تورات با دیگر کتاب‌های عهد قدیم، نه به شکل جدا، بلکه یک کل نوشته‌شده در زمان‌های مختلف را تشکیل می‌دهد و نمی‌تواند مقدم بر پایان پادشاهی یهودا باشد. وی در رسالهٔ الهی-سیاسی خود (۱۶۷۰) نوشت که «قاعدهٔ کلی که در تفسیر کتاب مقدس وضع شده این است که تعالیم دیگری به غیر از آموزه‌هایی که تحقیقات تاریخی به‌وضوح به ما نشان داده‌است، ارائه نکند.»
امروزه و به‌ویژه پس از دههٔ ۱۹۷۰، نظریه‌های مختلفی برای توضیح منشأ تورات دوباره بررسی شده‌اند. با این وجود، علی‌رغم اختلافات، این نظریه‌ها با اجماع بر روی فرضیهٔ مستند، بر این حقیقت توافق دارند که تورات مجموعه متونی است که توسط نویسنده/کاتبانی، در حدود دورهٔ اسیران یهودی در بابل و پس از آن، به اشتراک گذاشته شده‌است. بر این اساس، انتشار این مجموعه، می‌تواند به عنوان ایجاد یک تلاش هویتی، پاسخی به تغییرات سیاسی، اقتصادی و مذهبی که با آن روبه‌رو است، درک شود.

## در مسیحیت
در اواخر قرن هجدهم بود، به‌ویژه در دوران روشنگری، که تاریخ‌نویسانی شروع به بازسازی عیسای ناصری به‌عنوان یک شخصیت تاریخی، مستقل از عیسی مسیح در سنت‌های مسیحی کردند. این تلاش برای فهم عیسای تاریخی، به دوره‌های مختلف تقسیم می‌شود. اولین پژوهش در قرن نوزدهم در مورد مسئلهٔ منابعِ زندگیِ مسیح بود؛ منابعی که تقریباً به شکل کامل از عهد جدید آمده‌است. بررسی‌ها نشان می‌داد که این منابع بیشتر نقش دفاعیه را دارند تا زندگی‌نامه. در نتیجه «تصاویر» عیسی نزدیک‌تر به ذهنیت نویسندگان آن‌هاست تا واقعیت تاریخی قابل‌تأیید.

## در اسلام
پژوهش‌های علمی و انتقادی در مورد قرآن، به شکل کلی با نظر به تفسیرهای متأخرِ مسلمانان و تحلیل متن، از قرن نوزدهم در اروپا آغاز شد. این پژوهش‌ها از دههٔ ۱۹۷۰ با پرسش از اعتبار منابع تاریخیِ مسلمانان و همچنین ورود روشمندِ منابع غیراسلامی، جهش و تغییراتِ تعیین‌کننده‌ای کرد؛ امری که موجب به چندبرابرشدن پژوهش‌ها، بحث‌های جدی میان متخصصان و پدیدار شدن نظریاتی گاه انقلابی شد. پژوهش‌ها در بابِ قرآن شتاب زیادی را در آخرین دههٔ قرنِ بیستم و ابتدای قرنِ بیست و یکم تجربه کرد. آنگونه که نویسندگانِ کتابِ قرآنِ تاریخ‌نگاران می‌گویند، در چند سال اخیر، هفته‌ای نبوده که اثری در بابِ قرآن منتشر نشود.
مسئلهٔ مهم این بود که متخصصان متن و تاریخِ جمع‌آوری قرآن، در تاریخ‌گذاری متوجه شدند که مشکلات و تضادهایی در نوشته‌های مسلمانان هست؛ به‌ویژه به دلیل فاصلهٔ میان تاریخ پذیرفته‌شدهٔ سنتیِ نگارش نهایی قرآن (مصحف عثمانی) و اولین منابعی که این اطلاعات را گزارش کرده‌اند. نخستین بار، آلفونس مینگانا، متخصص زبان عربی و سُریانی، با بررسی‌های خود در مقابلهٔ نهایی متن قرآن به این نتیجه رسید که نسخهٔ رسمی قرآن تا پایان قرن هفتم میلادی وجود نداشته‌است؛ یعنی «مصحف عثمان» باید در دورهٔ عبدالملک بن مروان به صورت نهایی گردآوری و تدوین شده باشد. از دههٔ هفتاد میلادی به بعد، این خط پژوهشی، توسط پژوهشگرانی همچون پاتریشا کرون و مایکل کوک و برخی دیگر تأیید و گسترش پیدا کرد. این مسئله امروز مورد تأیید بسیاری از پژوهشگران است. در این پژوهش‌ها جدال‌های سیاسی و خشونت‌های درونی در صدر اسلام نیز اهمیت پیدا کرده‌است. بر اساسِ نظر محمدعلی امیرمُعزّی، عبدالملک به دلایل سیاسی برای مشروعیت بخشیدن به امپراتوری خود، قرآنی «رسمی» را، که به دست ما رسیده، تنظیم کرد، و تلاش کرده که نسخه‌های دیگر را از بین ببرد. از نظر امیرمعزّی، خلیفه می‌دانست که «در جامعه‌ای که حرکت‌های اعتراضیِ دینی-سیاسی بسیار زیاد است، این تسلط تنها از طریق تسلط بر کتاب مقدس و البته تدوین آن امکان‌پذیر است. کتابی مدون، منحصربه‌فرد و مستقل از کتب مقدس پیشین — منظور مسیحی و یهودی — که بر اساس احکام دولتی تدوین یافته باشد، بهترین تضمین برای امنیت اعتقادی و البته سیاسی است.»
در سال ۲۰۱۹ کتاب قرآن تاریخ‌نگاران (Le coran des historiens) با استفاده از تمامی تفسیرها، از تفسیرهای سنتی مسلمانان تا تفسیرهای غربی، با مشارکت ۲۸ قرآن‌پژوه، در بیش از ۳۴۰۰ صفحه به چاپ رسید؛ اثری که کامل‌ترین نوشتهٔ تاریخی-انتقادی در موردِ وجوهِ مختلف قرآن خوانده می‌شود. امیرمعزی مدیر این پروژه در مورد نگاه تاریخ‌نگاران می‌گوید «در حقیقت، قرآن یک متن پیچیده و مرکب، در عین حال ادبی، مذهبی و تاریخی است که متونی از انواع و سبک‌های بسیار مختلف (توصیه‌های مذهبی، احکام قانونی، پیشگویی‌ها، دعاها و غیره) را گرد هم می‌آورد، متونی که قدمت آن‌ها عمدتاً مربوط به قرن ۶ و ۷ میلادی هستند. این مجموعه احتمالاً چندین نویسنده دارد که گفته‌های پیامبر را گزارش کردند، اما چیزهای دیگری را نیز از آن حذف و به آن اضافه کرده‌اند.» او در مورد محمد نیز می‌گوید که اگرچه نقاط مبهمی در تاریخِ زندگی محمد وجود دارد، اما شکّی در موردِ وجودِ تاریخی او نیست و از نظر بسیاری از تاریخ‌نگاران، محمد حداقل مؤلفِ (auteur) ۳۰ تا ۳۵ سورهٔ پایانی قرآن است؛ سوره‌هایی که وجه آخرالزمانی دارند.